# فيوز (برمجيات)
فيوز (بالإنجليزية: Vuze)‏ (سابقاً أزورس Azureus) هو برنامج عميل بروتوكول بت تورنت لمشاركة الملفات بطريقة الند للند مبنى على لغة جافا وهو برنامج مفتوح المصدر. يعد من أكثر عملاء بت تورنت انتشارا كما يوجد منه نسخة باللغة العربية.

## وصلات خارجية
- أزورس على موقع Open Hub (الإنجليزية)
- أزورس على موقع Framasoft (الفرنسية)
- أزورس على موقع Google Play (الإنجليزية)
- أزورس على موقع SourceForge (الإنجليزية)
- موقع أزورس